# 구스타보 페트로
구스타보 프란시스코 페트로 우레고(스페인어: Gustavo Francisco Petro Urrego, 스페인어 발음: [ɡusˈtaβo fɾanˈsisko ˈpetɾo wˈreɣo], 1960년 4월 19일~)는 콜롬비아의 경제학자, 정치인으로 제34대 대통령을 지냈다.
코르도바주의 시에나가데오로에서 태어났다. 1980년대에는 M-16의 게릴라로 활동했으며, 1990년대 중앙정치에 입문하였다. 쿤디나마르카주와 보고타 두 곳에서 하원 의원을 지냈고, 2000년대 후반에는 상원 의원을 지냈다. 2011년 진보운동이라는 신당을 창당했고, 2012년부터 2015년까지는 보고타의 시장을 지냈다.
2018년 진보운동 소속의 대선후보로 도전했으나 민주중도당의 전 대통령인 이반 두케에 밀려 2018년 대선에서 낙선했다. 2022년 대선에서는 5월 1차 투표 40.34%, 6월 결선 투표 50.42%의 득표율로 대통령에 당선되었으며, 2022년 8월 7일부터 대통령으로 취임하여 재임 중이다.
2025년 카타툼보 충돌로 인해 그는 ELN 등의 반군 세력과의 평화 협상을 주요 과제로 추진해 왔지만, 이번 사태를 계기로 ELN과의 협상을 중단한다고 엑스에서 밝혔다.

## 역대 선거 결과
| 선거명      | 직책명            | 대수  | 정당               | 1차 득표율 | 1차 득표수  | 2차 득표율 | 2차 득표수   | 결과 | 당락                 |
| ----------- | ----------------- | ----- | ------------------ | ---------- | ----------- | ---------- | ------------ | ---- | -------------------- |
| 2010년 선거 | 콜롬비아의 대통령 | 32대  | 대안 민주주의 극점 | 9.14%      | 1,331,267표 |            |              | 4위  | 낙선                 |
| 2011년 선거 | 보고타 시장       | 797대 | 진보운동           | 33.30%     | 721,308표   |            |              | 1위  | 보고타 시장 당선     |
| 2018년 선거 | 콜롬비아의 대통령 | 33대  | 진보운동           | 25.09%     | 4,851,254표 | 41.81%     | 8,034,189표  | 2위  | 낙선                 |
| 2022년 선거 | 콜롬비아의 대통령 | 34대  | 진보운동           | 40.34%     | 8,542,020표 | 50.42%     | 11,292,758표 | 1위  | 콜롬비아 대통령 당선 |